# Стадион Валс Зиценхајм
Ред бул Арена (раније Стадион Валс Зиценхајм) је фудбалски стадион у граду Салцбургу у Аустрији на којем су се играле утакмице Европског првенства 2008.
Стадион је реконструисан за потребе првенства, а иначе на њему игра најбогатији аустријски прволигаш Салцзбург Ред Бул. Отворен је 2003.. Реновирање је коштало 45 милиона евра. 
Игралиште је капацитета 30.000 гледалаца (раније 18.200), а димензије су му 105 х 68 метара.
На њему су се играле три утакмице групе Д на Европском првенству 2008. године.